# Fagnano Castello
Fagnano Castello – miejscowość i gmina we Włoszech, w regionie Kalabria, w prowincji Cosenza.
Według danych na rok 2004 gminę zamieszkiwały 4194 osoby, 144,6 os./km².